# Старий Кропивник
Стари́й Кропи́вник (англ. Staryi Kropyvnyk) — село Дрогобицького району Львівської області.

## Географія
Село розташоване за 4 км. на захід від містечка Східниці, за 20 км. на південний захід від міста Дрогобич, 15 від міста Трускавець, та 10 км. від міста Борислав, між двома пологими хребтами з вершинами Князів Діл (833 м) та Щербин (812 м) та Буковець (804 м). Старий Кропивник простягається майже на 4 км вздовж гірського потоку Кропивник, який на південній околиці села впадає у річку Стрий. 
Завдяки своєму розташуванню Старий Кропивник дуже перспективний для розвитку зеленого туризму. Звідси близько до річки Стрий, до курортів Східниці і Трускавця, а також до міст Борислава та Дрогобича.

## Історія
Старий Кропивник — дуже давнє поселення, відоме ще з княжих часів. Це — типово гірське село. 

## Пам'ятки
У Старому Кропивнику, в центрі села на пагорбі, стоїть дерев'яна церква Перенесення мощей святого Миколая, збудована у 1715 році.
12 жовтня 2014 року в селі було урочисто відкрито пам'ятник Тарасові Шевченку (скульптор Степан Янів). 

## Відомі люди

### Народились
- Кулиняк Данило (1948 - 2016) — український поет, прозаїк, журналіст, публіцист, історик і еколог.
- Ревакович Тит — український галицький суддя, громадський діяч, засновник НТШ, правний дорадник товариства «Просвіта» у Львові і його почесний член.[3]